# Пунище (Минский район)
Пунище (бел. Пу́нішча) — деревня в Минском районе Минской области Беларуси. В составе Юзуфовского сельсовета.

## География
Местной автодорогой Н8971 деревня связана с населёнными пунктами Лекоревка и Лысая Гора.
Деревня находится в непосредственной близости от горы Лысая (342 м) — наивысшего пункта Минского района и второго по высоте пункта Беларуси.
Ближайшие населённые пункты Лысая Гора, Лекоревка и др.

## Население

### Численность
- 2009 год — 10 человек

### Динамика
- 1999 год — 21 человек (перепись населения)
- 2009 год — 10 человек[2] (перепись населения)